# Roman Dirge
Roman Dirge, född den 29 april 1972, är en amerikansk serietecknare och före detta magiker, samt skapare av serien Lenore som publiceras av Slave Labor Graphics (SLG).
Han var underkänd i bildämnet i skolan och många sade att han aldrig skulle kunna bli konstnär på grund av sin hackiga och råa stil. Istället blev han magiker och arbetade på olika restauranger m.m. Hans intresse för magi började redan i nioårsåldern. Efter att under några år varit trollkarl, satt eld på sig själv och tatuerat varenda kroppsdel med inte mindre än 75 tatueringar så började han göra en tidning för konstnärer som hette Xenophobe magazine. Tidningen kom bara ut i sex nummer på grund av den låga budgeten, men då och då behövdes ett par extra sidor, och det var där Romans skapelse Lenore klev fram i dagsljuset.
Lenore blev framröstad som den mest populära nya serien, och visades upp på Alternative Press Expo (APE) där Slave Labor Graphics blev mycket intresserade då de hade en liknande serie på gång, Jhonen Vasquez Johnny The Homicidal Maniac.
Roman Dirge har efter detta möte jobbat mycket tillsammans med Jhonen Vasquez, speciellt med Vasquez tv-show Invader Zim där han designade flera karaktärer till första säsongen. Jhonen har också bidragit med små seriestrippar i de nya releaserna av Lenore.